# П'ятра (Димбовіца)
П'ятра (рум. Piatra) — село у повіті Димбовіца в Румунії. Входить до складу комуни Рунку.
Село розташоване на відстані 98 км на північний захід від Бухареста, 27 км на північ від Тирговіште, 56 км на південь від Брашова.

## Населення
За даними перепису населення 2002 року у селі проживали 568 осіб, усі — румуни. Усі жителі села рідною мовою назвали румунську.